# Ropa (Trzydniowiański Wierch)

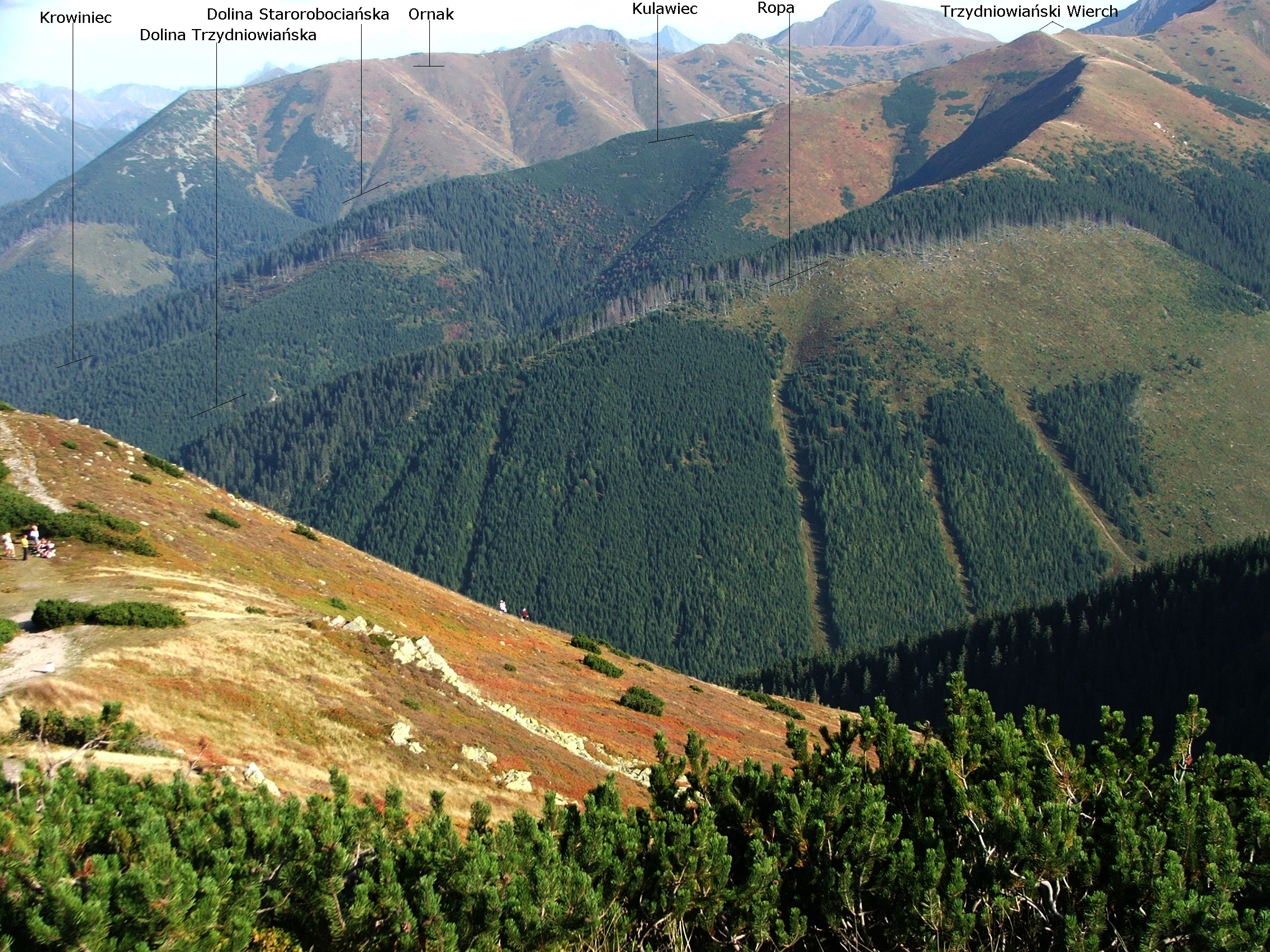
Widok z Grzesia

Ropa – zakończenie północno-zachodniego grzbietu Trzydniowiańskiego Wierchu w Tatrach Zachodnich. Górna część tego grzbietu oddziela Dolinę Trzydniowiańską od Doliny Jarząbczej, zaś dolna od Doliny Chochołowskiej.
Ropa jest całkowicie zalesiona i nie prowadzi przez nią żaden szlak turystyczny. U północnych podnóży Ropy, za Chochołowskim Potokiem znajdowała się Niżnia Jarząbcza Polana, dawniej należąca do Hali Jarząbczej.